# أدريان بالينغر
أدريان بالينغر (بالإنجليزية: Adrian Ballinger)‏ هو مرشد جبلي ‏ أمريكي، ولد في 1976.